# ももいろスウィーティー
『ももいろスウィーティー』は、ももせたまみ作の四コマ漫画である。『ヤングアニマル』にて2003年から連載開始し、2006年から2007年の約1年の産休を挟んで2010年まで連載された。
同作者による前作『ももいろシスターズ』と比較すると、下ネタが若干少なくなりエッチなシーンはなくなっている。『ももいろシスターズ』のキャラが一人登場しており、数年後の物語となっている（正式な続編ではなく、小ネタ程度に前作の登場人物のその後が語られている）。
15歳の女子高生なつみと31歳の母はるかを中心に繰り広げられるコメディ。

## 登場人物
なつみ
本作の主人公。漢字では「夏海」。15歳の女子高生。いつも元気で明るい天真爛漫な女の子。スキンシップが盛んで、よく友達に抱きついたりする。おならが臭く、たまに臭くないと不安になるらしい。エッチなことに関する知識は皆無。しし座。父親は現在いないと思われるが、詳細は一切不明。
はるか
なつみの母。漢字では「春花」。31歳の歯科医師で、16歳のときになつみを出産した。娘のなつみを溺愛している。すぐに赤面するが、性欲は強いらしい。恋人ができてからは、さらにそっち方面への関心が強くなった。巨乳でスタイルは良いが、体重が気になってたびたびダイエットに挑んでいる。
サエコさん
なつみの家に勤める家政婦。22歳。加藤先生とは飲み仲間。趣味の将棋はかなりの腕前らしい。表情をあまり変えず、一見クールにも見えるが、寝ている人の顔に落書きするのが好きなど、お茶目な人。みちお（後述）のことが好きで、困っている様子などを見ると、胸をキュンとさせている。5巻にてみちおと付き合うことになり、みちおとの子供を妊娠した。
みちお
はるかのいとこ。ゲーム会社に勤めるCGデザイナー。34歳。なつみたちからは「みっちゃんおじさん」と呼ばれる。なつみやはるかに負けないほどの天然ボケ。3LDKのマンションを購入し、そこに住んでいる。
門川 ともみ（かどかわ ともみ）
なつみのクラスメイト。あだ名は「かどちゃん」。6人の兄がいて、本人いわくブラコン気味で、男らしい性格をしている加藤先生のことが好き。料理や洗濯といった家事全般を引き受けており、加藤先生にもお弁当を作ってあげることもある。兄はみんなイケメンで上3人は既婚、それより下は婚約者あるいは彼女持ち。
椎野 かおり（しいの かおり）
なつみのクラスメイト。大人の色香漂うフェロモン女子高生。巨乳の持ち主であり、女子高生とは思えないほどセクシーなプロポーションを誇る。下着好きで、よく際どい露出のものをなつみたちにお披露目している。外見と言動の幼いなつみと一緒にいるためか、落ち着きのある性格。父親は山本昌と同い年。メスのミニチュアダックスフントを飼っている。
加藤 宏子（かとう ひろこ）
なつみの担任で英語教師。前作『ももいろシスターズ』に中学教師として登場したが、こちらでは高校教師である。野球と酒をこよなく愛する20代女性（はるかとそんなに変わらないと本人が発言。しかし、4巻に「今年厄年」との描写があることから30代となっているらしい）。彼氏いない歴は長い模様。サエコとは飲み仲間である。
中日ドラゴンズの熱狂的ファンであり、中でも朝倉健太投手がお気に入りだが、良い選手であれば球団に関わりなく好意を示す。酒は毎日のようにあびるほど飲み、大抵は記憶をなくして悪酔いする。
「男らしい」性格から、生徒や年配の教員からの人気が高いが、野球を見ながら酒を飲んで愚痴をこぼすなど、その言動は「男らしい」を通り越して「親父臭い」域に達している。子持ちの弟がおり、実家に帰ると必ず姪っ子と甥っ子を溺愛している。
近藤さん（こんどう）
なつみの学校の事務職員。20歳。加藤先生やマシューと一緒に飲むことが多く、加藤先生へのつっこみ役。彼氏持ち。
友田 亮（ともだ りょう）
なつみのお向かいに住む幼馴染み。16歳の高校生。はるかのことを愛しており、結婚したいと願っている。後に念願かなってはるかとの交際を始め、大学に合格したら結婚しようと約束している。憧れは野球選手のロベルト・ペタジーニ（ペタジーニは友達の母親と結婚したため）。
マシュー・ボタン
新しくやってきた非常勤講師。28歳。日本生まれの日本育ちなので、日本語は完璧だが英語は話せない。加藤先生、近藤さんとは飲み仲間で、つっこみ役だがマシュー自身も酔っ払って何かしでかすことがある。年齢の離れた兄がいる。
おとなりさん
なつみの家のおとなりさん。名前は不明。イケメンであり、彼の飼う犬（ドーベルマン）もまた美犬。獣医師なのだが動物からは「痛いことをする人」と見られているらしく、嫌われている。しかし、その報われなさを楽しんだり、犬の水着姿を想像して悶えたりと、かなり変わった嗜好の持ち主。なつみと仲良し。
お肉屋さん
藤原精肉店の店主。もとは相撲をしていたため、肉々しい体型。穏和な性格で、なつみの憧れの人。実は彼自身もなつみに好意を抱いている。

## 単行本情報
1. 2004年6月5日発行（2004年5月28日発売） ISBN 4-592-13861-9
2. 2005年6月5日発行（2005年5月27日発売） ISBN 4-592-13862-7
3. 2008年4月5日発行（2008年3月28日発売） ISBN 978-4-592-13863-1
4. 2009年6月5日発行（2009年5月29日発売） ISBN 978-4-592-13864-8
5. 2010年6月5日発行（2010年5月28日発売） ISBN 978-4-592-13865-5